# Штеттинский замок
Штеттинский замок — одна из основных резиденций герцогов Померании, расположенная на берегу Одры в городе Щецин (бывший Штеттин), Польша. Место рождения русских императриц Екатерины Великой и Марии Фёдоровны (жены императора Павла I).

## История
Строительство замка началось в 1346 году по приказу герцога Померании Барнима III. В 1490 году замок был частично перестроен к свадьбе Анны Ягеллонки и Богуслава X. В период с 1573 по 1582 годы замок был снова перестроен по приказу Иоганна Фридриха. Были добавлены два новых крыла: южное и восточное. Главные ворота были украшены герцогским гербом.
Во время Тридцатилетней войны замок избрали своей резиденцией шведские наместники Померании. Во время датско-шведской войны замок был осаждён и понёс значительный урон от осадной артиллерии.
После включения Штеттина в состав Прусского королевства начальником гарнизона становится Кристиан Август Ангальт-Цербстский, отец будущей российской императрицы Екатерины II.
При короле Фридрихе IV обветшавший замок был реконструирован. Само здание замка было увеличено на один этаж, а на северо-восточном углу северного крыла появились восьмиугольные башни. После этой перестройки ансамбль утратил прежний ренессансный облик.
В августе 1944 года союзники совершили бомбардировочный рейд на город, в ходе которого большая часть замка была уничтожена. По окончании войны в замке начались реставрационные работы. К концу 1980 года замок был полностью восстановлен в том виде, какой он имел, по мысли реставраторов, в XVI веке.

## Память
3 ноября 2016 года Национальный банк Польши выпустил в обращение памятную монету номиналом 5 злотых серии «Открой для себя Польшу», посвящённую Штеттинскому замку.